# Římskokatolická farnost Smržice
Římskokatolická farnost Smržice je územní společenství římských katolíků v  prostějovského děkanátu olomoucké arcidiecéze s farním kostelem svatého Petra a Pavla.

## Historie
První písemná zmínka o obci pochází z roku 1131.Řehoř Wolný zmiňuje k roku 1309 i faru, což znamená, že zde musel již stát kostel. Během 17. století chrám zpustl, ve století následujícím byl postupně opraven a roku 1744 znovu vysvěcen. Po opakovaných požárech na přelomu 18. a 19. století bylo rozhodnuto o jeho zbourání a v letech 1854 až 1861 byl postaven kostel současný.

## Duchovní správci
Od 1.9. 2013 - 31.8.2019  je administrátorem excurrendo P. Mgr. Josef Glogar, SDB.
Od 1.9.2019 - 26.11.2021 byl administrátorem excurrendo P. Mgr. Emil Matušů, SDB, (1949 – 2021).
Od 1.12.2021 - 30.8.2022 byl zde administrátorem excurrendo P. Mgr. Josef Klinkovský 

## Bohoslužby
| Den     | Čas   | Místo   | Poznámky                       |
| ------- | ----- | ------- | ------------------------------ |
| Čtvrtek | 18:00 | Smržice | farní kostel sv. Petra a Pavla |
| Čtvrtek | 18:00 | Smržice | fara - zimní období            |
| Neděle  | 7:30  | Smržice | farní kostel sv. Petra a Pavla |

## Aktivity farnosti
Ve farnosti se pravidelně koná tříkrálová sbírka. V roce 2018 se při vybralo více než 38 tisíc korun.